# 迹象文学社
迹象文学社（英語：Inklings，又譯為淡墨會社或吉光片羽社）是1930年代時期一个与英国牛津大学有关的非正式的讨论组。组员是崇尚记叙文的文学狂热者，并推动奇幻小说的写作。虽然参与者之中部分人的作品表现出基督教的价值观，部分成员依然有着无宗教的价值观。
迹象文学社的著名成員有J·R·R·托爾金和C·S·路易斯，他們也是該團體的組建者。美國學者艾倫·雅各布斯認為：C·S·路易斯其實是該團體的核心，「其他成員主要是因為他才來聚會」。

## 前身
托爾金在牛津大學任教不久之後，便組建了一個讀書會「燙煤人」（Coalbiters），讓對冰島史詩有興趣的人可以相聚，路易斯及其他一些教授雖不懂冰島文但也應邀加入。1930年代初，「燙煤人」的活動逐漸減少，路易斯與托爾金便另組迹象文学社。

## 聚會歷史

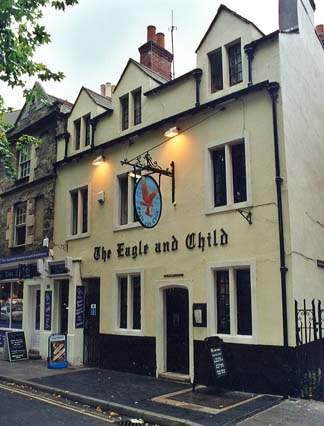
位於牛津聖吉爾斯街49號的老鷹與小孩酒吧，迹象文学社成員會在此聚會。

「迹象文学社」原先是1930年代中期牛津大學一個學生文學社團的名字，由大學生李恩所創，在1933年李恩離開牛津後，該社團很快就解散了；但路易斯、托爾金等另一批學者繼續沿用了這個名字作為其團體的名稱。1933年秋季學期，迹象文学社正式成立；為非正式社團，並無會員制，但入會者必須是路易斯的朋友或被路易斯所邀請:125。托爾金曾描述迹象文学社是「圍繞著路易斯、沒有特定目標、未經刻意選擇的一群朋友，在莫德林學院內聚會時，通常朗誦各種文學作品，長短不拘」:120。
在純男性成員的迹象文学社，一直以來從沒有女性獲准加入。傳說：著名推理小說女作家多蘿西·L·塞耶斯曾在1943年試圖到老鷹與小孩酒吧參與討論，但被委婉地請出去。
當時的迹象文学社成員每周均有固定聚會，周一上午是在老鷹與小孩酒吧碰面，周四晚上則是在莫德林學院路易斯的研究室裡。聚會時成員會共同討論北歐神話和史詩，還會各自朗讀自己近來的作品；托爾金就曾在聚會時朗讀了《哈比人歷險記》與《魔戒》的一些章節，並從中得到不少鼓勵。
《魔戒》首部《魔戒現身》於1954年出版時，托爾金在扉頁上題詞「獻給迹象文学社」，並且解釋說：「因為他們已經耐心地聽過它，而且的確有興趣，這幾乎使我懷疑在他們可敬的祖先那裡是否有哈比人的血」:187。

## 成員名單
迹象文学社有不少正式成員，許多是大學教授，其中包括了以下人物：
- 歐文·巴菲德
- 傑克·A·W·班尼特（英语：Jack A. W. Bennett）
- 洛德·大衛·塞西爾（英语：Lord David Cecil）
- 內維爾·科爾（英语：Nevill Coghill）
- 雨果·戴森
- 亞當·福克斯（英语：Adam Fox）
- 羅傑·蘭斯林·葛林（英语：Roger Lancelyn Green）
- 羅伯·哈佛（英语：Robert Havard）醫生
- C·S·路易斯
- 華倫·路易斯（英语：Warren Lewis）
- J·R·R·托爾金
- 克里斯多夫·托爾金
- 查爾斯·威廉斯（英语：Charles Williams (British writer)）